# Joseph Coulon de Villiers
Joseph Coulon de Villiers, sieur de Jumonville (Verchères, 8 settembre 1718 – Contea di Fayette, 28 maggio 1754), è stato un militare francese.

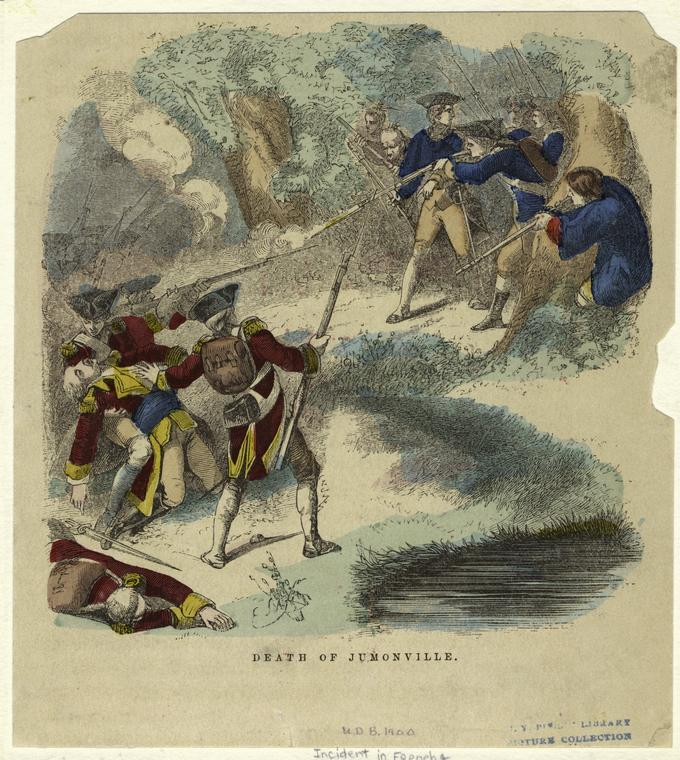
Morte di Jumonville, raffigurata in un libro di testo americano del 1859.

Figlio di Nicolas-Antoine Coulon de Villiers e di Angélique Jarret de Verchères, Joseph Coulon de Villiers de Jumonville e i suoi cinque fratelli erano tutti ufficiali delle Troupes de la Marine; il suo ultimo grado era secondo alfiere (enseigne en second), più o meno equivalente a un sottotenente. La sua carriera militare fu quasi senza storia fino a quando a fine maggio del 1754 venne ucciso da un "colpo di fuoco", Horace Walpole parlò di «una volata tirata da un giovane virginiano nelle foreste del Nordamerica». Quel colpo di fuoco diede inizio alla guerra dei Sette anni e al cambiamento delle sorti della Nuova Francia.
Nel 1733 Joseph era un giovane cadetto a Baie-des-Puants quando suo padre e uno dei suoi fratelli furono uccisi a seguito di un attacco della tribù dei Renards. Nel 1739 fu nella Louisiana francese in una campagna contro i Chicachas a fianco di Jean-Baptiste Le Moyne de Bienville. Qualche anno dopo ricevette alcune insegne. Nell'ottobre del 1745 si sposò a Montréal con Marie-Anne-Marguerite Soumande. Poco dopo venne posto a servizio nel confine acadiano.
Nel 1748 era appena terminata la guerra di successione austriaca che stava per iniziare un conflitto latente in Nordamerica per il controllo della Valle dell'Ohio. I mercanti di pellicce britannici si erano stabiliti nella regione e gli abitanti della colonia della Virginia rivendicavano questo territorio. Il regno di Francia negò queste pretese cacciando i mercanti angloamericani e costruendo nella zona una serie di forti. Alcuni capi indiani iniziarono a protestare e il governatore della Virginia delegò a un giovane della milizia coloniale, George Washington, per intimare i francesi di evacuare il territorio. Dopo il netto rifiuto, i francesi iniziarono la costruzione di Fort Duquesne. Nella primavera del 1754 Washington venne nuovamente inviato nella Valle dell'Ohio per riaffermare l'autorità britannica, anche con il ricorso della forza, nonostante che la Francia e la Gran Bretagna erano in pace.
Il comandante di Fort Duquesne, Claude-Pierre Pécaudy de Contrecœur, aveva l'obbligo di evitare la guerra con i coloni angloamericani, ma di difendere il forte in caso di attacco; il 24 maggio mandò così Joseph Coulon de Villiers in forma di ambasciata, insieme a un distaccamento di una trentina di francocanadesi, ad andare incontro alle milizie di Washington, intimandole di ritirarsi.
Nella mattinata del 28 maggio le milizie di Washington si avvicinarono al campo francese; la maggior parte delle truppe francesi stavano ancora dormendo, mentre altri stavano preparando la colazione. Washington diede l'ordine di dare fuoco, così Jumonville restò ucciso.